# Нове Островіте
Нове Островіте (пол. Nowe Ostrowite) — село в Польщі, у гміні Хойниці Хойницького повіту Поморського воєводства.